# 고가 마사히로
고가 마사히로(일본어: 古賀 正紘, 1978년 9월 8일 ~ )는 일본의 전 축구 선수이다.

## 구단 경력
과거 나고야 그램퍼스 에이트, 가시와 레이솔, 주빌로 이와타, 아비스파 후쿠오카에서 활동하였다.

## 국가대표팀 경력
그는 1995년 FIFA U-17 세계 축구 선수권 대회에 참가할 일본 U-17 국가대표팀에 발탁되었으며, 3경기에 출전했다.
1997년 FIFA 세계 청소년 축구 선수권 대회, 1998년 아시안 게임에도 출전했다.